# Semirom
Semirom est une ville de la province d'Ispahan en Iran. En 2006, la population était de 26 260 habitants.